# KW-134 Katwijk II (schip, 1905)
De KW-134 KATWIJK II was een stoomlogger uit de Nederlandse plaats Katwijk. Het schip werd in 1905 in Duitsland gebouwd. In de Eerste Wereldoorlog werd het gevorderd door de Kaiserliche Marine en na afloop door de Belgische Staat, die het liet ombouwen als loodsboot op de Westerschelde. In 1933 werd de logger eigendom van reder Taat. In de Tweede Wereldoorlog ontsnapte het schip naar Engeland en werd er mee gevist vanuit Fleetwood. Na de oorlog kwam het schip terug naar Nederland. Eind 1949 werd het opgelegd en in 1951 gesloopt. 

## Kaping
De KW 134 werd op 7 april 1942 gekaapt door acht Engelandvaarders. De groep bestond uit Elly Nauta-Moret, haar echtgenoot Felix, Bob van Arem, Jacob Bakker, Louis Leonard de la Bretoniere, Ferry Meijnderts, J P Servaas en Joseph Zwalf, die allen in het verzet zaten en een dringende reden hadden om het land te verlaten. Het schip was van reder Taat en hij had sinds 23 maart 1942 toestemming van de Duitsers om 's nachts tussen 17:00 uur en 09:00 uur zijn netten uit te gooien tot ongeveer 60 km uit de kustlijn. 

Op de avond van 6 april lag het schip bij de schuifdeuren van de vismarkt in IJmuiden. Elly liep steeds met een andere man naar het schip, waar zij zich in het scheepsruim verstopten. Op de avond van vertrek werd het schip nog vluchtig door de Duitsers geïnspecteerd, maar schipper Dirk van Duyn en zijn elf bemanningsleden mochten vertrekken. Na drie uren werden de netten uitgezet. De kaping verliep heel rustig, Elly Nauta beloofde dat de gezinnen van de bemanning gedurende hun afwezigheid goed verzorgd zouden worden door de verzetsgroep waartoe haar vader behoorde. De logger zette koers naar Engeland en bij Great Yarmouth werd de Nederlandse vlag gehesen.
De bemanning van de KW-134 bleef tot het einde van de oorlog vanuit Fleetwood vissen.